# Тореано
Тореано (итал. Torreano) је насеље у Италији у округу Удине, региону Фурланија-Јулијска крајина.
Према процени из 2011. у насељу је живело 939 становника. Насеље се налази на надморској висини од 174 м.

## Становништво
Према резултатима пописа становништва 2011. у општини је живело 2.213 становника.
| 1936. | 1951. | 1961. | 1971. | 1981. | 1991. | 2001. | 2011. |
| ----- | ----- | ----- | ----- | ----- | ----- | ----- | ----- |
| 3.234 | 3.404 | 2.918 | 2.352 | 2.267 | 2.259 | 2.266 | 2.213 |